# Éric de Seynes
Éric de Seynes, né le 9 juin 1960 à Neuilly-sur-Seine est un ancien pilote moto et PDG de Yamaha Motor France depuis 2009, poste où il succède à Jean-Claude Olivier.

## Biographie
En 1974, Éric de Seynes commence la compétition moto grâce au « Guidon Shell » qui se dispute sur l’île de Puteaux en région parisienne. En 1978, il s’engage dans le Challenge Honda 125 qui est la formule de promotion la plus économique de l'époque.
En 1982, il prend le départ du Paris-Dakar sur une 250 cm3 . Quatre ans plus tard, il décide de passer à autre chose et rentre chez Mobil Oil. Il convainc les responsables de créer une gamme de lubrifiants moto. En 1987, cette gamme de lubrifiants moto, crée un partenariat avec Yamaha-Sonauto.
En 1989, il rentre à la SEITA. Ce poste lui permet d’assister à tous les Grands Prix motos et de Formule 1, mais Éric de Seynes, non fumeur, a du mal à se reconnaître dans les valeurs du cette industrie de tabac française. L'année suivante, à la suite d'une longue discussion avec Jean-Claude Olivier qui préside Yamaha-Sonauto, il prend la direction marketing de cette structure.
En 2001, il quitte la marque pour se lancer dans un challenge entrepreneurial. Il rachète Option Presse et lance le Moto Tour et le Paris Tuning Show,. 
Le 1er septembre 2009, à la suite de ses 45 années d'activité, Jean-Claude Olivier laisse la direction de Yamaha Motor France à Éric de Seyne.
En 2010, le Conseil de la chambre syndicale internationale de l’automobile et du motocycle (CSIAM) le nomme nouveau président de la branche motocycle. En 2014, il est nommé directeur général des opérations et membre du comité exécutif de Yamaha Motor Europe. 
En 2016, Yamaha Motor Corporation Ltd nomme Éric de Seynes au poste d’Executive Officer du groupe, en complément de son poste de directeur de l'exploitation (Chief Operating Officer) de Yamaha Motor Europe.